# Desastre minero de Erzincan
El accidente minero de Erzincan ocurrió el 13 de febrero de 2024, cuando un montón de tierra en la zona de excavación de una mina de oro en el distrito de İliç de Erzincan se desplomó, provocando un accidente de grandes proporciones.

## Antecedentes
La mina de oro, en operación desde diciembre de 2010, ha estado produciendo oro de manera constante. Sin embargo, en 2022, fue multada con la sanción máxima por contaminación ambiental debido a una fuga de cianuro. Esta mina, de la cual el 20% pertenece a Çalık Holding y es explotada por Anagold Madencilik, ha sido objeto de escrutinio debido a sus impactos ambientales negativos.

## Reacciones y comentarios
La empresa minera comunicó que, tras el deslizamiento en la zona de lixiviación de pilas, se puso en marcha el plan de emergencia correspondiente. Se notificó a las autoridades pertinentes de inmediato y se inició una operación de búsqueda y rescate sin demora.
El Ministerio de Energía y Recursos Naturales de la República de Turquía confirmó que el incidente tuvo lugar a las 14:30 horas, como resultado de un deslizamiento de tierra, y lamentablemente, según las primeras evaluaciones, se informó que 9 mineros quedaron atrapados. En respuesta, el ministro del Interior, Ali Yerlikaya, anunció el despliegue de 400 efectivos de búsqueda y rescate en el lugar del accidente. Asimismo, el ministro de Justicia, Yılmaz Tunç, señaló que se ha iniciado una investigación a cargo de 4 fiscales para esclarecer las circunstancias del incidente. Por otro lado, el ministro de Sanidad, Fahrettin Koca, informó sobre el envío de 6 ambulancias y 2 equipos UMKE al lugar, que son equipos especializados en rescate médico y servicios de emergencia. Además, la Presidencia de Gestión de Desastres y Emergencias ordenó el despliegue de equipos de la AFAD de 9 ciudades hacia la región afectada.
Binali Yıldırım informó a los periodistas que la propagación del deslizamiento afectó un área de 300 acres. Además, siete personas fueron detenidas como parte de la investigación del incidente.
Los líderes de los partidos políticos de Turquía expresaron su pesar por el incidente. Por otro lado, la Unión de Cámaras de Ingenieros y Arquitectos de Turquía afirmó que el suceso estaba vinculado a un proceso judicial en curso y que se trataba de un evento previsible y evitable.
Tras el accidente, las acciones de SSR Mining, con sede en Canadá y dueña del 80% de la operación minera, experimentaron una caída en sus cotizaciones en las bolsas de Toronto y Nueva York, con una disminución de más del 50%.